# Naissance en 1298
Naissance
- 1294
- 1295
- 1296
- 1297
- 1298
- 1299
- 1300
- 1301
- 1302

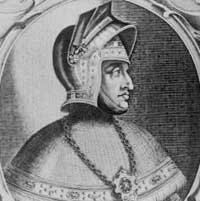
Albert II d'Autriche, né en 1298.

Cette page dresse une liste de personnalités nées au cours de l'année 1298 :
- 9 août : Robert d'Ufford, 1er comte de Suffolk.
- 12 décembre : Albert II d'Autriche, duc d'Autriche et de Styrie.

- Andrew Murray de Bothwell, ou Sir Andrew Moray de Petty ou Sir Andrew Murray de Bothwell, chef militaire écossais commandant des troupes de David II d'Écosse et gardien de l'Écosse.
- Marie de Bourgogne, comtesse de Bar.
- Charles de Calabre, duc de Calabre.
- Élisabeth de Carinthie, princesse régente de Sicile.
- Pierre de Castelnau-Bretenoux, homme d'église français, évêque de Rodez.
- Pierre Ier de Dreux, comte de Dreux, seigneur de Montpensier, d'Aigueperse, de Herment, de Château-du-Loir, de Saint-Valery, de Gamaches, d'Ault, de Dommart, de Bernarville et de Saint-Maurice.
- Ulrich III de Wurtemberg, comte de Wurtemberg et comte d'Urach.
- Hiromitsu Hikoshiro, aussi appelé Soshu Sadamune, forgeron de sabres particulièrement réputé pour la qualité de son travail.

date incertaine (vers 1298)
- Guy de Chauliac,  ou Gui de Chauliac, ou encore Gui de Chaulhac, chirurgien français, médecin du pape Clément VI et auteur d'un traité de chirurgie Chirurgia Magna.

## Crédit d'auteurs
- Cet article est partiellement ou en totalité issu de l'article intitulé « 1298 » (voir la liste des auteurs).